# إم بي سي 4
إم بي سي 4 (بالإنجليزية: MBC 4) هي قناة تلفزيونية سعودية مفتوحة يبثها مركز تلفزيون الشرق الأوسط. أُطلقت القناة في عام 2005، موجهةً إلى النساء والشابات العربيات المعاصرات. تقدم القناة مجموعة متنوعة من الأعمال الدرامية التركية، الكورية، الإسبانية، والعربية، بالإضافة إلى عدد من أشهر برامج المواهب العالمية بنسختها العربية، مثل بروجكت رانواي الشرق الأوسط وأرابز غوت تالنت. كما تعرض القناة إنتاجات عربية مستوحاة من أعمال عالمية، بمشاركة وبطولة عدد من أبرز نجوم ونجمات العالم العربي.

## برامج القناة
من أبرز البرامج التي عرضتها أو تعرضها القناة:
- أرابز غوت تالنت
- إي تي بالعربي
- إكس فاكتور
- بروجكت رانواي ميدل ايست
- ذا دكتورز (مستمر)

## انتقادات
أصدر الشيخ صالح اللحيدان فتوى تجيز 'قتل ملاك الفضائيات العربية' الذين وصفهم بـ 'المفسدين في الأرض'. كما هاجم مفتي السعودية، الشيخ عبد العزيز آل الشيخ، قناة MBC بسبب عرضها لمسلسل نور، حيث اعتبر بشكل غير مباشر أن 'أي محطة تعرض هذا المسلسل فإنها تعلن الحرب على الله ورسوله'.